# Villa Paveri Fontana

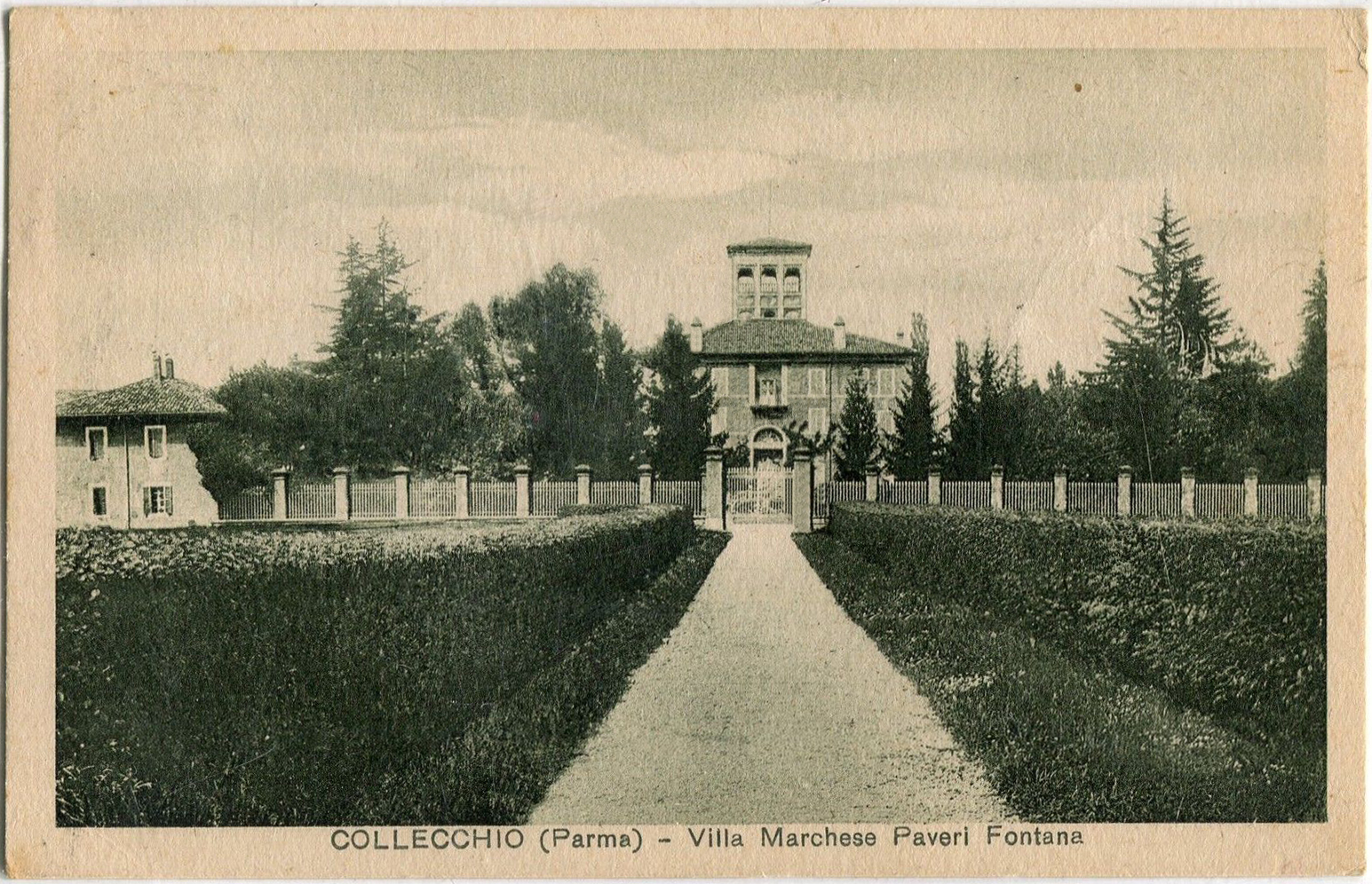
Villa Paveri Fontana in Collecchio

Die Villa Paveri Fontana, auch Villa Dalla Rosa Prati oder Villa Santucci Fontanelli, ist ein Renaissance- und Barocklandhaus in einem großen Park in der Via Privata Paveri 1 in Collecchio in der italienischen Region Emilia-Romagna.

## Geschichte
An der Stelle der heutigen Villa stand vorher ein Grafenpalast aus dem 11. Jahrhundert, der „Castello di Collecchio“ genannt wurde. Das Gebäude, das ursprünglich dem Bistum Parma gehörte, wurde um 1574 abgerissen, und zwar im Auftrag des Markgrafen Marcello Prati des Älteren. An seiner Stelle wurde eine elegante Renaissancevilla als Sommerresidenz errichtet, vermutlich unter der Leitung von Giovanni Boscoli. Der Architekt kümmerte sich auch um die Restaurierung des Eingangsportals zu dem Anwesen, das „Arco del Bargello“ genannt wird und dem Chef der Landwache zur Überwachung des Territoriums und des Oratoriums diente.
1630 fand die Familie auf dem Landgut Zuflucht vor der Pest und ließ im Jahr darauf nach der Tradition als Zeichen der Dankbarkeit für Rettung vor der Seuche den Turm in der Mitte des Daches des Landhauses aufsetzen.
1666 wurde das Oratorium in barockem Stil umgebaut und am 19. August desselben Jahres dem Heiligen Kreuz geweiht.

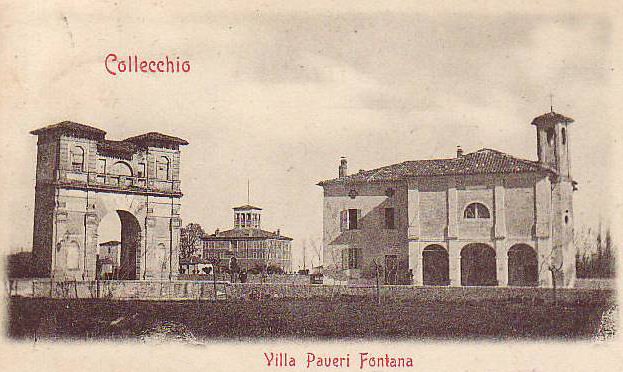
Der Arco del Bargello, das Oratorio der Madonna von Loreto und im Hintergrund die Villa Paveri Fontana Anfang des 20. Jahrhunderts

1687 beauftragte der Markgraf Marcello Prati der Jüngere die Gebrüder Ferdinando und Francesco Galli da Bibiena mit der Dekoration einiger Innenräume. 1694 heiratete Marianna Prati, seine einzige Tochter, den Markgrafen Pier Luigi Dalla Rosa, der seinem eigenen Nachnamen den seiner Gattin anfügte, um den Titel zu erben. 1703 rief das Markgrafenpaar erneut die Gebrüder Galli da Bibiena, die die Fresken der Innenräume komplettierten, die Fassade des Landhauses in barockem Stil umarbeiteten und die monumentale Fontana dei Tritoni vor dem Eingang projektierten.
Um 1709 ließ die Markgräfin Fiorita Bajardi Prati, die Witwe von Marcello Prati dem Jüngeren, neben dem Arco del Bargello das Oratorium der Madonna von Loreto errichten, das am 12. September 1715 eingeweiht wurde.
Ende des 19. Jahrhunderts erbte die mütterliche Linie der Markgrafen Paveri Fontana das Landgut.
1976 wurde das Oratorium zum Heiligen Kreuz, das damals bereits entweiht und aufgegeben worden war, von den Grafen Santucci Paveri dem Chor „Mario Dellapina“ aus Collecchio leihweise überlassen. Dieser ließ sich dort nieder und nutzte es auch für Konzerte.
2012 wurde der obere Teil des Arco del Bargello im Auftrag der Gräfin Maria Teresa Santucci Fontanelli restauriert.

## Beschreibung
Der große Park liegt am Rande des Zentrums von Collecchio. Das Landhaus, das über eine Allee zu erreichen ist, die von Arco del Bargello im Südosten des Anwesens ausgeht, liegt in der Mitte des Landgutes neben einem alten Hof und Nebengebäuden, die die lange Westseite des Eingangshofes abschließen.

### Landhaus
Das Landhaus hat einen rechteckigen Grundriss mit Eingang auf der Südseite über den Eingangshof und im Norden zur Rückseite des Parks hin.
Die symmetrische Barockfassade, die vollständig verputzt ist, hat drei Stockwerke. In der Mitte öffnet sich das Eingangsportal, das von Lünetten gesäumt und über eine Monumentaltreppe mit gegenläufigen Zügen erreichbar ist. Weiter oben ist im Obergeschoss in der Mitte ein Balkon angebracht, der von Lisenen flankier ist, während die Fenster auf den Seiten mit Rahmen versehen sind.
In der Mitte des Walmdaches erhebt sich ein hoher Turm mit quadratischem Grundriss, der auf allen vier Seiten je drei nebeneinander angeordnete Bögen hat, die durch Pilaster gestützt werden.
Innen sind der Durchgangsempfangssalon und die anderen Räume vollständig mit barocken Fresken dekoriert, die die Gebrüder Galli da Bibiena geschaffen haben. Die Malereien an den Wänden und den Gewölben zeigen falsche Kolonnaden und perspektive Architektur in Trompe-l’œil-Technik sowie mythologische Szenen.

### Oratorium Zum Heiligen Kreuz
Das ehemalige, barocke Oratorium, das im Inneren des alten Hofes neben der Villa liegt, hat den Grundriss einer Hallenkirche. Die kleine Aula mit einem Eingang mit Sängerkanzel darüber ist vollständig mit Fresken dekoriert. Dank seiner Ausmaße besitzt der Raum eine optimale Akustik.
Ursprünglich beherbergte die kleine Kultstätte ein Gemälde aus dem 17. Jahrhundert, auf dem die Madonna mit Kind und die Heiligen Prospero und Rita von Cascia abgebildet sind und das 1976 restauriert und ins Kloster San Prospero gebracht wurde.

### Arco del Bargello

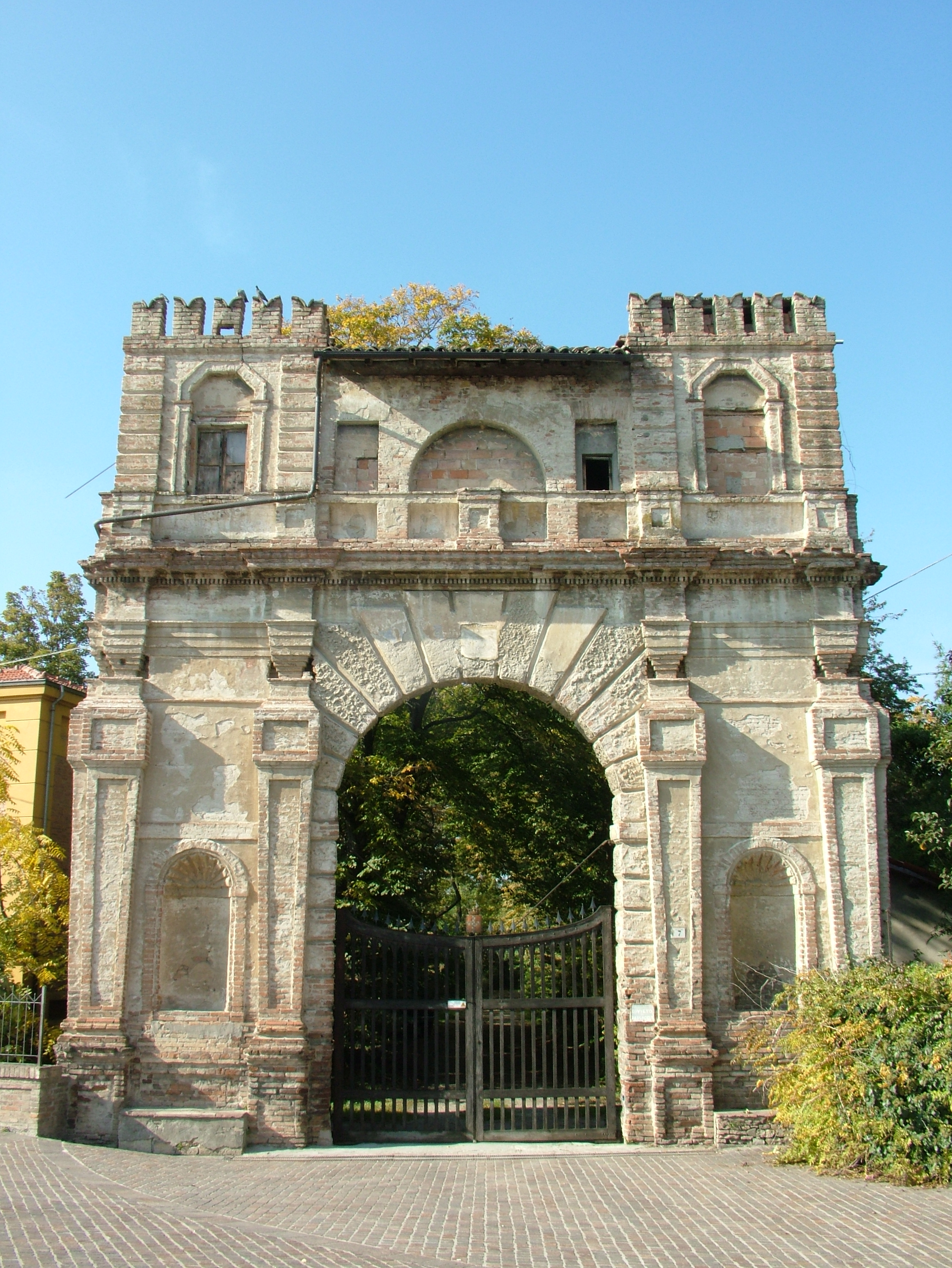
Arco del Bargello

Der symmetrische Zugangstriumphbogen mit einem Fornix, der in Ziegelbauweise ausgeführt und teilweise verputzt ist, ist reich im Renaissancestil verziert. Auf beiden Eingangsseiten mit Rundbögen und Verzierungen aus falschem Bossenwerk erheben sich neben einer Rundbogennische zwei hohle Lisenen, gekrönt von quadratischen Kapitellen zur Stützung des Gebälks. Ganz oben ist die Front durch vier Lisenen aus falschem Bossenwerk dreigeteilt. In der Mitte liegt eine breite Lünettennische, flankiert von rechteckigen Öffnungen. Auf den Seiten befinden sich, von ghibellinischen Zinnen gekrönt, zwei Fenster, von denen das rechte blind ist, versehen mit geriffelten Rahmen.

### Oratorium der Madonna von Loreto
Das barocke Oratorium östlich des Arco del Bargello zur Straße hin hat einen rechteckigen Grundriss und eine Vorhalle mit drei Rundbögen, versehen mit vier gigantischen Lisenen, gekrönt von dorischen Kapitellen. Daneben erhebt sich der kleine, sechseckige Glockenturm, der an den Ecken mit Lisenen verziert ist.
Innen ist die Aula durch zwei Säulenreihen mit dorischen Kapitellen in drei Schiffe geteilt.

### Park
Der große Park, der durch den Wechsel von weiten Rasenflächen und dichtem Wald gekennzeichnet ist, erstreckt sich in der Ebene nördlich des Zentrums von Collecchio, zu dem hin er sich durch den Arco del Bargello öffnet. Die lange Allee führt zum eingefriedeten Hof der Villa und ist reich an monumentalen Bäumen; in ihrer Mitte liegt die Fontana dei Tritoni, die von Ferdinando Galli da Bibiena projektiert wurde.